# Владимиров Мирон Костянтинович
Мирон Костянтинович Владимиров (Шейнфінкель) (27 листопада 1879, Херсон — 20 березня 1925, Нерва, біля Генуї, Італія) — український радянський партійний і державний діяч. Кандидат у члени ЦК КП(б)У (1921—1923). Кандидат у члени ЦК РКП(б) (1924—1925).

## Біографія
Народився в місті Херсоні в родині сільськогосподарського орендаря, єврей. Брат революційної діячки, директорки бібліотеки, Героя Праці Віри Шейнфінкель.
1892 вступив до Херсонського сільськогосподарського училища, яке не закінчив. З 1898 по 1899 працював у губернському статистичному управлінні. У 1902 виїхав за кордон: спочатку до Берліна, потім до Берна (Швейцарія), де встановив зв'язки з редакцією газети «Іскра». Член РСДРП з 1903 року.
У 1903 повернувся до Російської імперії, спочатку до Києва, потім переїхав до м. Гомель (Білорусь), де очолив Гомельський комітет РСДРП, що охоплював своїм впливом частину Могилівської, Чернігівської і Полтавської губерній. Делегат III (Лондонського) з'їзду РСДРП. Примкнув до групи «примиренців». У листопаді 1905 як агент ЦК РСДРП відряджається на південь Російської імперії в Україну. Працював в Одесі та Катеринославі. 1907 був заарештований і засуджений до заслання в Іркутськ. 1909 втік за кордон (у Відень).
Після Лютневої революції 1917 поїхав в Росію, де разом із «міжрайонцями» був прийнятий до РСДРП(б). Працював у Петроградській продовольчій управі. Після Жовтневої революції 1917 член колегії наркомату продовольства РСФРР, потім — член Всеросійської евакуаційної комісії. У 1919 році — член РВР Південного фронту.
З лютого 1920 по березень 1922 — нарком продовольства Української СРР, а потім нарком землеробства Української СРР. Був одним із головних організаторів і натхненників комуністичної продовольчої диктатури й терору в Україні. Проводив в Україні репресивну хлібозаготівельну політику, насамперед, в інтересах Москви. Організовував системні відправки мільйонів пудів українського зерна в РСФРР упродовж 1920 - початку 1922 рр. Був безпосередньо причетним до виникнення й поглиблення масового штучного голоду в Україні в 1921-1923 рр. 1922 за рекомендацією В.Леніна призначений заступником наркома фінансів РСФРР. Один із керівників грошової реформи 1922-1924 років. Від 1924 — заступник голови Вищої ради народного господарства СРСР. Член ВУЦВК. Помер у місті Нерві, поблизу Генуї (Італія). Похований на Красній площі у Кремлівській стіні (м. Москва).